# Liste der Hochhäuser in Maine
In der Liste der Hochhäuser in Maine werden die höchsten Hochhäuser im US-Bundesstaat Maine ab einer strukturellen Höhe von 40 Metern aufgezählt. Das bedeutet die Höhe bis zum höchsten Punkt des Gebäudes ohne Antenne. Aufgezählt werden nur fertiggestellte und im Bau befindliche Hochhäuser.

## Auflistung der Hochhäuser nach Höhe
| Nr. | Name                                             | Stadt     | Höhe   | Etagen | Baujahr | Status |
| --- | ------------------------------------------------ | --------- | ------ | ------ | ------- | ------ |
| 1.  | Time and Temperature Building                    | Portland  | 56,9 m | 14     | 1924    | Erbaut |
| 2.  | Franklin Towers                                  | Portland  | 53,3 m | 16     | 1969    | Erbaut |
| 3.  | Coles Tower Dormitories                          | Brunswick | 53,3 m | 16     | 1964    | Erbaut |
| 4.  | One City Center                                  | Portland  | 52,8 m | 13     | 1987    | Erbaut |
| 5.  | Back Bay Tower                                   | Portland  | 44,4 m | 15     | 1990    | Erbaut |
| 6.  | Grover C. & Edith C. Richards Memorial Pavillion | Portland  | 43,3 m | 10     |         | Erbaut |
| 7.  | 84 Marginal Way                                  | Portland  | 41,2 m | 10     | 2008    | Erbaut |
| 8.  | Maine Bank and Trust Company                     | Portland  | 41 m   | 11     | 1909    | Erbaut |
| 9.  | One Portland Square                              | Portland  | 40,6 m | 10     | 1987    | Erbaut |
| =   | 511 Congress Street                              | Portland  | 40,6 m | 10     | 1974    | Erbaut |
| =   | One Monument Square                              | Portland  | 40,6 m | 10     | 1970    | Erbaut |
| =   | One Canal Plaza                                  | Portland  | 40,6 m | 10     | 1970    | Erbaut |
| 13. | Holiday Inn by the Bay                           | Portland  | 40,1 m | 11     | 1973    | Erbaut |

1. ↑  Diese Höhe geht auf eine Schätzung zurück. Tatsächlich werden die Franklin Tower als höchstes Gebäude im Bundesstaat Maine genannt